# 奧多明尼昂貨運
奧多明尼昂貨運(ODFL) 是一家美國區域性、區域間和全國性的零擔運輸(LTL) 公司。除了核心零擔服務外，該公司還提供快遞運輸、物流和搬家服務。  
該公司有五項產品組合：國內運輸、快遞、人員、全球、家庭服務和技術。全球服务包括飛往加勒比海、歐洲、遠東、中南美洲的整櫃装載 (FCL)和併櫃裝載 (LCL)服务。該公司擁有 5,800 多輛牽引車和 22,500 多輛聯結車。 

## 經歷

### 創立和早期經歷
奧多明尼昂貨運的歷史可以追溯到1934年，當時夫妻 Earl Congdon, Sr. 和 Lillian Congdon（娘家姓 Herbert）創立了這家公司。當時，他們只有一輛貨車，從維吉尼亞州的里奇蒙（Richmond）到諾福克（Norfolk）之間營運。 這個公司名稱是對維吉尼亞州的一個常見別名「Old Dominion」的引用。 該公司最初由Earl擔任唯一的司機，而Lillian則在他們的家中負責經營業務，並在Earl不在時擔任備用司機。
1935 年《汽車承運人法案》通過後，州際商業委員會(ICC) 開始對卡車運輸行業進行監管。  最初，ICC向奧多明尼昂授予了一份便利與必需的公共證書 (CPCN)，以便在他們最初的運營路線（里奇蒙至諾福克之間）上運送跨州貨物，但這些貨物必須要運輸到維吉尼亞州以外的地方，無論是國際還是州際。奧多明尼昂被允許運送的唯一其他類型的貨物是跨線運輸的貨物，代表其他不擁有該路線CPCN的運輸公司運輸貨物。 
該公司於1935年將其業務從Congdon夫婦的家中搬遷到一家超市外的場地。但該場地缺乏一個貨物裝卸區，因此他們於1936年再次搬遷至一個擁有兩個卡車卸貨區的設施。該設施由Overnite Transport與之共用，兩個卡車卸貨區由它們共同使用。到了那一年底，奧多明尼昂運營著6輛聯結車和12輛貨車，不久之後又搬遷到一個專用的7個卡車卸貨區的設施。 
在1930年代末，該公司為了在監管下保持盈利採取了幾個措施。這些措施包括在1936年將其大部分車隊濕租給曼徹斯特纸板和造纸公司 (Manchester Board and Paper Co.)，以及 1939 年嘗試從卡特兄弟快遞公司 (Carter Brothers Express Lines) 租賃營運權以擴大 奧多明尼昂的路線，但没有成功。 1939 年，經過 3 個月的罷工，員工試圖组建卡車司機工會，但没有成功。儘管存在一些挑戰，但該公司仍然保持了獲利，並利用其收益進行擴張。到1940年，它擁有三個服務中心，45名員工和12名司機。 
在1940年，該公司的司機在一位大客戶的要求下得以成功加入了工會，這一次得到了老厄爾 (Earl, Sr.) 的支持。 在1940年代，奧多明尼昂將其拖車的軍綠色和紅色外觀，改成後來在其整個歷史中都使用的深綠色。改變的原因是它從國際農業公司購買了交付時已經是深綠色的車輛。奧多明尼昂選擇將舊卡車重新噴漆以與新卡車相匹配，而不是將新卡車重新噴漆以與舊卡車相匹配。 

### 戰時擴張
在第二次世界大戰期間，奧多明尼昂於1941年開始擴展到維吉尼亞以外的地區，它購買了New Dixie Transfer的卡車，並租用了New Dixie的CPCN（經營許可證）一年。這使奧多明尼昂能夠在里奇蒙和北卡羅來納、南卡羅來納的許多地點之間營運。 奧多明尼昂還獲得了更廣泛的授權，在維吉尼亞州內運行路線，並於1942年從Wilson Trucking Co.獲得了額外的路線。這是Wilson在同一年早些時候從前奧多明尼昂競爭對手Hampton Roads Transport Company購得的三條路線之一。 由於專注於維吉尼亞州的業務，尤其是運送軍隊設備和物資到港口，奧多明尼昂選擇不再續租New Dixie的經營許可，使他們再次成為純粹的維吉尼亞州州內貨運商。 
該公司於1942年將一家不再使用的木材廠改建成一個卡車站，以支持他們在戰爭期間的業務量。這個設施還設有公司的辦公室和第一個維修車間。同樣在1942年，Earl，Sr.和Lillian正式成為公司的對半合作夥伴，盡管在1940年代晚期，隨著公司聘請了更多的員工，Lillian退出了日常營運。到1944年，該公司擁有14輛貨車，18輛牽引車和25輛聯結車，還擁有74名員工。 

### 戰後成長

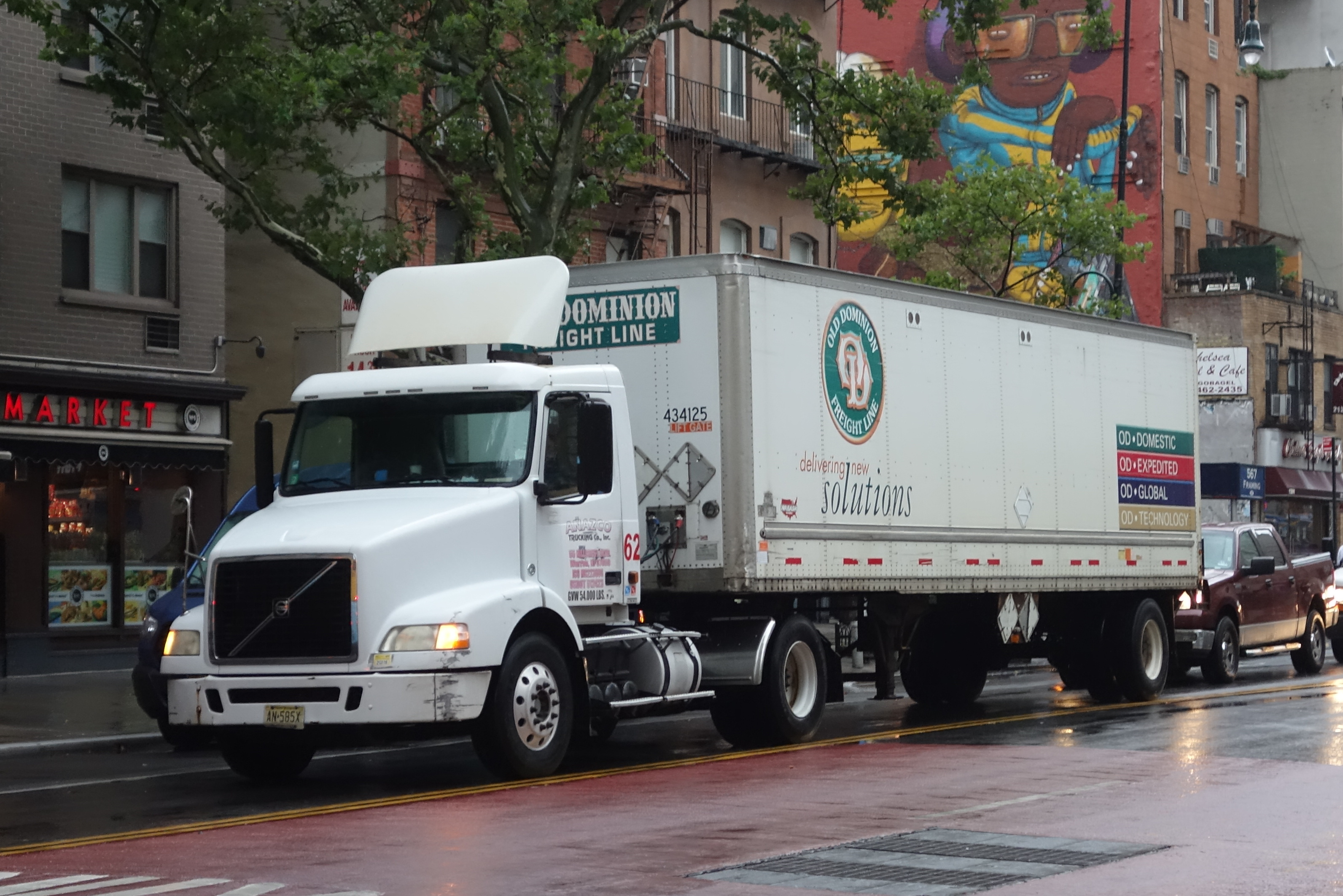
2019年曼哈頓的ODFL半掛卡車

奧多明尼昂是許多在1946年持續了超過10週的工會罷工而受到影響的運輸公司之一。就在工會結束罷工之前，里奇蒙的奧多明尼昂司機決定退出工會並返回工作。其他奧多明尼昂司機仍然保持工會成員身份。罷工對公司的財務影響迫使公司解雇了許多內勤人員，並出售了其在里奇蒙和諾福克之間主要路線的經營權，以保持足夠的資本繼續營運。
在罷工結束後，奧多明尼昂能夠恢復，並且在1947年運營了16輛貨車，25輛牽引車和35個聯結車，並實現了盈利。第二年，它開始與Globe Freight Airline，Inc.建立合作夥伴關係，奧多明尼昂通過維吉尼亞州分發航空貨物。 
在Earl Congdon於1950年去世後，Lillian Congdon擔任了公司的總裁  並得到了兒子Earl, Jr.和Jack的支持。在1957年，奧多明尼昂將其業務擴展到北卡羅來納州和維吉尼亞州南部的大多數主要市場。五年後，公司於1962年將總部遷至北卡羅來納州海普特（High Point），並與Bottoms-Fiske卡車公司合併。  
在1969年至1979年之間，該公司收購了幾家競爭對手的卡車公司。隨著1980年代卡車業的去管制，奧多明尼昂將其服務範圍擴展到佛羅里達州、田納西州和加利福尼亞州，還開始為芝加哥和達拉斯等主要市場提供服務。 
1991年，該公司首次公開募股成為一家上市公司。 
大衛·康格頓 ，該公司創辦人的孫子，於1997年被任命為總裁兼營運長。直到2018年5月，他一直擔任公司的副主席兼執行長。然後，他接替了他的父親厄爾·康格頓二世，擔任執行董事長。厄爾則轉任高級執行董事長的角色。格雷格·C·甘特曾擔任總裁兼執行長，直到2023年7月1日，當時他被馬蒂·弗里曼接替，成為總裁兼首執行長。     

## 營運
奧多明尼昂在美國50個州、加拿大和波多黎各經營，截至2023年7月擁有超過23,000名員工。 </link></link> 。截至2023年7月 </link></link> 奧多明尼昂營運256個轉運站，公司內部稱之為「服務中心」。總部位於北卡羅來納州皮德蒙特三角地區的湯瑪斯維爾。 
奧多明尼昂的核心零擔運輸(LTL) 業務是典型的LTL業務模式。客戶的交付和提貨在白天進行，使用日間駕駛的卡車和較小的拖車，一些配備有升降台。這些“P&D”卡車由當地司機駕駛，他們在工作日結束時返回服務中心。在服務中心，這些小貨物會被匯總到較大的卡車上，然後由夜班路線司機運輸到靠近貨物最終目的地的另一個服務中心。   

### 永續發展
奧多明尼昂是美國環境保護局SmartWay 運输合作伙伴關係的一部分， 這是一個由貨物托運人、運輸公司和物流公司共同參與的合作計劃，旨在自願實現某些環境標準，包括燃油效率和減少排放。 

## 外部連結
官方網站Template:Trucking industry in the United States